# ソフト・セル
ソフト・セル（Soft Cell）は、イギリスの音楽ユニット。マーク・アーモンド（ボーカル）とデイヴ・ボール（シンセサイザー）のふたり。ニュー・ウェイヴの代表的なグループのひとつである。

## 初期のキャリア
二人とも出身はイングランド北西部にあるランカシャー州であるが、違う町で互いに過ごした。彼らが出会ったのはランカシャーから遠くはない地方都市リーズのアートスクールに通っていた1978年のことで、このリーズでソフト・セルは結成された。
当時、最先端のアンダーグラウンド音楽だったスロッビング・グリッスルやキャバレー・ヴォルテールなどの影響を受けていた二人は、もう一つの彼らの共通のルーツであったノーザン・ソウルの要素を文学的な歌詞にのせてノイジーなエレクトロニクスに取り込むという斬新なスタイルでリーズを中心に活動していた。

### 『Mutant Moments e.p.』
最初のリリースは1980年10月の『Mutant Moments e.p.』と呼ばれる4曲入り7インチ・シングルで、これはデイヴが母親から借りた金で制作され、2000枚プレスされた。海賊版もあるが入手が困難なコレクターズ・アイテムになっている。

### 『Some Bizzare Album』
この頃、彼らの存在に注目していたのがロンドンのキングスロードにあるチェルシー・ドラッグストアで月曜日のレジデントDJをやっていたスティーヴォ・ピアース（俗称Stevø）だった。左官職人の家に生まれた彼はフォノグラム・レコードの仕事を手伝いながらDJとしても活動しており、イギリスの各地から送られてくる無名バンドのデモテープから気に入ったものを勝手にチャートにして、当初は『Record Mirror』誌で発表していた。その後それは『Sounds』に引き継がれるが、ソフト・セルもその中で取り上げられることになった。しかし、実際に聴く機会のない音楽のチャートを紹介することにスティーヴォは疑問を感じ始め、自費でコンピレーション・アルバムをリリースすることを思いつく。このアルバムは『Some Bizzare Album』というタイトルで1981年にリリースされたが、無名のバンドばかりだったにもかかわらず、最初の2000枚を完売して話題になった。ソフト・セルは2トラックの簡単なレコーダーで自宅録音しただけの楽曲「The Girl With A Patent Leather Face」（＝人工皮革の顔の少女）でこのコンピレーション・アルバムに参加している。『Some Bizzare Album』にはのちにミリオンセラーを出すが当時はまだ無名だったザ・ザやデペッシュ・モード、ブランマンジェなどが参加しており、スティーヴォの先見性を物語っている。
ソフト・セルの存在に一目置いていた人物はもう一人、デペッシュ・モードの成功で名を上げたミュート・レコードのオーナー、ダニエル・ミラーだ。彼は『Some Bizzare Album』に同じく収録されていた無名のデペッシュ・モードを初期の頃から支えていて、自らも「The Normal」というユニットでインダストリアルなエレクトロニクスノイズを発表していた。そんな彼が、ロンドンでソフト・セルが活動するために重要な役割を果たしたシングル「A Man Can Get Lost」 (7インチ)と「Memorabilia」 (12インチ)をプロデュースすることになった。ただし、リリースはスティーヴォが『Some Bizzare Album』で稼いだ金で作ったレーベル会社、Some Bizzare Recordsからだった。ソフト・セルはこの時既にスティーヴォにマネージメントを任せる決心をしていたが、驚くことにスティーヴォはまだその時17歳だったという。
特に「Memorabilia」は当時のクラブシーンである程度の成功をおさめ、ソフト・セルの名前はロンドンでも徐々に浸透し始めた。

### 「汚れなき愛」
1981年にグロリア・ジョーンズの1964年の曲をカヴァーした「汚れなき愛 (Tainted Love)」が大ヒットし全英シングルチャートで1位となり、全米チャートでも最高で8位、43週間もチャートした。

### 『ノン・ストップ・エロティック・キャバレー』
シングル「汚れなき愛」の成功により初のアルバム『ノン・ストップ・エロティック・キャバレー』が1981年にリリースされた。プロデューサーはワイヤーやブロンスキ・ビートのヒットで名を上げたマイク・ソーン。レコーディングはニューヨークで行われた。平凡な都会生活に対するストレスなどを題材に、同性愛、ドラッグなどの裏社会的なエッセンスを取り入れた退廃的・文学的な歌詞、そして新鮮なエレクトロニック・サウンドとソウルフルなマークのボーカルという、それまでのエレポップ系アーティストにはなかった人間くさい曲が特徴的なアルバムとなっている。

### 『Non-Stop Ecstatic Dancing』
アルバムの成功から1982年に立て続けに出されたダンス・バージョンのミニ・アルバム。A面B面に各3曲、合計6曲が収録されており、2曲はミックスの再編集によってつながっている。プロデュースは同じくマイク・ソーン。「Memorabilia」はボーカルも再録され、よりダンサブルなミックスにしあがっているほか、「A Man Can Get Lost」は「A Man Could Get Lost」と名を変え、インスト・バージョンになっている。なおイギリス盤とアメリカ盤では収録されている曲が違う。シングルにもなった「What!」（全英チャート3位）もまた「汚れなき愛」の作曲で知られるFour PrepsのメンバーだったEdd Cobのカバー。「愛はどこへ行ったの (Where Did Our Love Go)」はスプリームスの大ヒット曲のカバーで、やはりソウルフルな選曲になっている。ファースト・アルバムより全体的によりダンサブルでキャッチーに仕上がっているが、「Sex Dwarf」のリミックスは放送コードにひっかかる過激な内容になっている。日本未発売。

### 『Soft Cell's Non-Stop Exotic Video Show』
1982年にリリースされたビデオクリップ集。さほど予算をかけた内容ではないが、彼らの貴重な動く姿が見られる。途中で例のスティーヴォが当時ロンドンのソーホーにあったSome Bizzare Recordsの事務所で話す映像が写っている。なお、「Sex Dwarf」のプロモ・ビデオは存在するにもかかわらず収録されていない。

### 『滅びの美学』
1983年にリリースされたフル・アルバムとしては2枚目の作品。エレポップ路線のサウンドは影を潜めるが実際にはドラムもリン・ドラムを使ったサンプリングの打ち込みであり、全体にわたってシンセサイザーを多用していて生楽器の登場回数は少ない。しかし全体的には生楽器のようなオーガニックな印象を受け、共同プロデューサーのFloodのセンスが垣間見える。また本来の彼らの持ち味としてのノーザン・ソウルの影響をより濃くしているが、退廃的イメージが強調され、タイトルどおりソフト・セルが滅びゆく鮮やかな散り際を演出した（既にこの頃解散の噂もあった）。
初回プレスに付いていたボーナス・レコードにはジミ・ヘンドリックスのメドレーや、『007』シリーズで知られるジョン・バリーの曲をカバーしている。
このアルバムからのシングル曲「Where the Heart Is」は子供の目線から語られる家庭の不和と両親のエゴを、ストリングス風の美しいシンセサイザーの音色をバックにマークが哀愁たっぷりに歌い上げているのだが、マークの母親はこの曲があまり好きでないらしいことをインタビューで語っている。またこのシングルはクリスマスにリリースされたため、あまりヒットしなかった。

### 『ソドムの夜』
もうソフト・セルはこのまま解散するものと誰もが思っていた矢先、1984年に突然リリースされたのがこのアルバム。赤地に金文字で殴り書きされたジャケットのアートワークは最も緊張感のあるこのアルバムのイメージを表しており、マルキ・ド・サドやジョルジュ・バタイユなどの背徳文学の世界をジョニー・サンダース的なニューヨーク・パンクの退廃感と織り交ぜ、さらにニュー・ウェイヴへと昇華させた。全体的にモノラルで録音されており、相変わらず打ち込みであるにもかかわらず、広がりのない音がまるでガレージ録音のような荒さを醸し出している。オルガンやエレキ・ギターなど、シンセサイザー以外の楽器を多用している。あえて汚した音に加工することで、これまでのエレポップ感とは違い、破壊的な躍動感を前面に打ち出している。この頃同時進行していたマークの別プロジェクト、マーク・アンド・ザ・マンバスの活動へとリンクしていく内容で、最もニュー・ウェイヴ的なアプローチがこのアルバムにはあった。この後、ソフト・セルは解散する。

## 解散と再結成
1984年の解散からマークはマーク・アンド・ザ・マンバス、そしてソロ活動へと移行していき、一方、デイヴはソロ・アルバムを出した後テクノユニット「ザ・グリッド」を結成、一時解散したが再結成し現在も活動している。
そして2001年にはソフト・セルは再結成を果たした。そもそも1991年に「マーク・アーモンド・フィーチャリング・ザ・グリッド」という形で一時的に再結成し、マークのアルバムで数曲競演していたが、その後はあまり目立った活動はなかった。しかし2001年に17年のブランクを経てソフト・セルとしての再出発がようやく実現した。現在は主だった活動はしていない。

### 『クルーエルティ・ウィズアウト・ビューティー』
2002年再結成から初のアルバムをリリース。解散のブランクの間に彼らは互いにダンス・ミュージックへの興味を深めていたことで、再結成後の作品はどれもテクノやトランスの要素が強い。文学的なマークの歌詞は健在だった。このアルバム発表後、イギリス国内を含んだヨーロッパツアーを行った。

### 『Say Hello Wave Goodbye』
2018年9月30日、結成40周年を迎えO2で「最後」の再結成ライヴを実施。翌2019年、ライブの模様を収録した音源や映像ソフトが発売された。

### 『*Happiness Not Included』
2018年にO2で行われた「最後」のライヴがニューアルバム制作のきっかけとなった。2万人収容のアリーナにおけるソールドアウト公演で熱狂的な歓迎を受けたソフト・セルは新たなスタートを切る。アルバムは、2002年の『クルーエルティ・ウィズアウト・ビューティー』から20年ぶりとなる2022年5月にリリースされた。2018年のライヴが最後の公演になると主張していたが、2021年11月にイギリス国内で5回のライヴを行った。この短いツアーはアルバム『ノン・ストップ・エロティック・キャバレー』の40周年を記念したもので、同アルバムの全曲に加え、ニューアルバムからの新曲も演奏された。その後も継続的にライヴ活動が行われている。

## ディスコグラフィ

### スタジオ・アルバム
- 『ノン・ストップ・エロティック・キャバレー』 - Non-Stop Erotic Cabaret (1981年) ※旧邦題『エロティック・キャバレー』
- 『別れの美学』 - The Art of Falling Apart (1983年)
- 『ソドムの夜』 - This Last Night in Sodom (1984年)
- 『クルーエルティ・ウィズアウト・ビューティー』 - Cruelty Without Beauty (2002年)
- *Happiness Not Included (2022年)

### ライブ・アルバム
- Live (2003年)
- Soft Cell at the BBC (2003年)
- Say Hello, Wave Goodbye: Live (2005年)
- Say Hello, Wave Goodbye – 2019 (2019年)

### リミックス・アルバム
- Non Stop Ecstatic Dancing (1982年)